# Godovikovite
La godovikovite est un minéral sulfate rare de formule chimique : (NH4)Al(SO4)2. L'aluminium peut être partiellement remplacé par du fer. L'hydratation de la godovikovite donne l'alun d'ammonium, la tschermigite. Le minéral forme des masses cryptocristallines, souvent poreuses, généralement de couleur blanche. Les monocristaux sont de très petites lames hexagonales. Son symbole IMA est God.

## Gisements et gîtologie
L'environnement typique de la godovikovite est la combustion de sites de charbon (principalement des décharges). Là, le minéral agit, avec la millosevichite, comme l'un des principaux composants de la croûte de sulfate (en),.

Elle a été décrite pour la première fois en 1988 à partir d'une occurrence dans le bassin houiller de Tcheliabinsk, oblast de Tcheliabinsk, Oural du Sud en Russie, et été nommée en l'honneur du minéralogiste russe Aleksandrovich Godovikov (1927–1995). On en trouve dans une quinzaine de sites industriels et miniers, en Europe principalement.

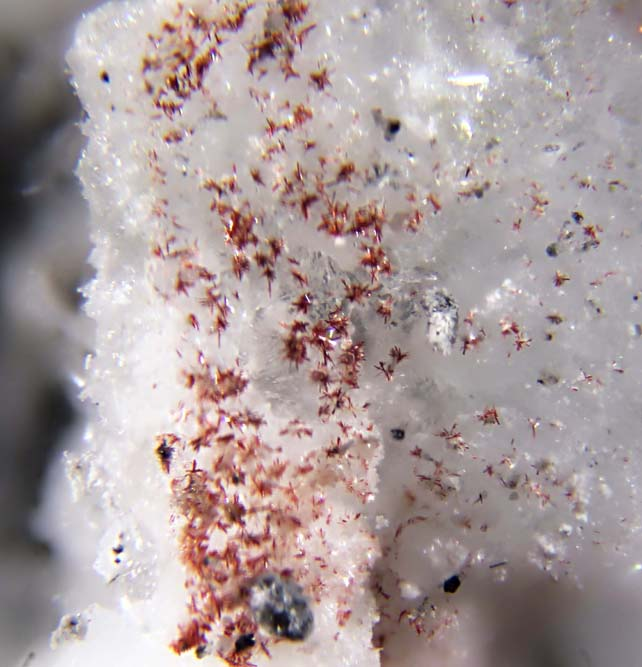
La godovikovite blanche hébergeant la rarissime demicheléite-(Cl) en microcristaux rouges bien formés. Gisement du cratère de la Fossa, en Sicile.